# Frère Ogérien
Pour les articles homonymes, voir Étienne.
Jean Auguste Célestin Étienne, connu sous son nom de religieux catholique romain, Frère Ogérien (né à Gresse, Isère, en 1825 et mort à Manhattanville, près de New York, en 1869) est un naturaliste et un géologue.

## Biographie
Jean Célestin Étienne est né le 9 décembre 1825 à l'Église, un hameau de Gresse, de Jean Étienne, un laboureur, et Marie Anne ou Marianne Reboul. Les Annales Franc-comtoises indiquent quant à elles qu'il serait né « au château de Gresse (Isère), d'une famille honorable et riche ».
Le 18 avril 1844, à l'âge de 18 ans, il entra au noviciat de Lyon chez les frères des écoles chrétiennes et reçut alors son nom de frère Ogérien.
En 1854, Jean-Auguste Étienne à l'âge d'à peine 29 ans, son ordre lui confia la direction des écoles de la congrégation à Lons-le-Saunier.
Il y resta 13 ans. Sa santé allant s'altérant, il passa une saison à Vichy, puis partit pour Lyon, organiser les cabinets de curiosités de quelques pensionnats du lieu.
En 1857, la Société d'émulation du Jura abandonne son musée et sa bibliothèque à la ville de Lons-le-Saunier et Frère Ogérien est nommé conservateur-adjoint, auprès du conservateur Nicolas Piard, pour l’Histoire Naturelle et la Minéralogie.
Il présenta lors de l'Exposition de 1860, deux cartes agronomiques du Jura qui lui valurent une médaille d'or.
En avril 1869, il fut désigné pour accompagner un frère-visiteur dans une tournée d'inspection aux États-Unis. Ils arrivent le 8 mai au Manhattanville-collège de New-York, tenu par son ordre religieux. Il reste quelque temps à Saint-Louis.
Il meurt d'une apoplexie le 15 décembre 1869, au collège de Manhattanville, à l'âge de 44 ans.
Son grand-œuvre est l'édition de l’Histoire naturelle du Jura et des départements voisins qu'il édita  et qu'il rédigea en majorité. Il confia la rédaction de la partie botanique à Eugène Michalet, et après le décès de celui-ci au botaniste Charles Grenier.

### Académies et sociétés savantes
Il fut membre de nombreuses académies, sociétés savantes et comités, et particulièrement :
- en 1855 : Société d'émulation du Jura ;
- en 1857 : Société géologique de France ;
- en 1858 : Société d'émulation du Doubs ;
- en 1859 : Académie des sciences, arts et belles-lettres de Dijon ;
- en 1860 : Institut polytechnique universel ;
- en 1862 : Société d'émulation des Vosges ;
- en 1864 : Société météorologique de France ;
- en 1868 : Académie de Mâcon ;
- en 1868 : Académie Delphinale ;
- en 1868 : Société impériale et centrale d'agriculture de France.

### Espèces décrites
Il décrit, avec Edmond Guirand, le coquillage fossile Columbellaria aloysia (Guirand & Ogérien, 1865).
Il décrit un vairon montagnard qu'il nomme Phoxinus montanus, depuis réaffecté à une simple variété du vairon : Phoxinus laevis, var. montanus.
Il décrit deux variétés du loup commun (Canis lupus lupus) : Canis lupus major (Ogérien, 1863) et Canis lupus minor (Ogérien, 1863).

## Ses publications
- Histoire naturelle du Jura et des départements voisins, chez Victor Masson à Paris :

Tome 1 : Géologie ; 1er fascicule : Géographie physique, hydrographie, météorologie, agriculture minérale, minéralogie, pétrologie et paléontologie, 1865, 384 + 27 p. & 1 carte, (en coédition avec Lons-Le-Saunier : A. Robert & Gauthier frères ; Besançon : J. Jacquin.) 
Tome 2 : Géologie ;  2e fascicule : Géologie proprement dite, 1867, avec 636 figures intercalées  & une carte géologique du département du Jura au 1/160.000, (en coédition avec Lons-Le-Saunier : A. Robert & Gauthier frères.)  
Tome 3 : Zoologie vivante, (en coédition avec Lons-Le-Saunier : A. Robert & Gauthier frères ; Besançon : J. Jacquin.), 1863  
- Mémoire sur la découverte de la craie supérieure à silex dans le département du Jura, avec Jacques Bonjour & Jacques-Eugène Defranoux, 1858
- Note sur la carrière de pierre à taille et à marbre de Molessard (Jura), Lons-le-Saunier : Gauthier frères, 1863.
- Terrain diluvien dans le Jura, Lons-le-Saunier : Gauthier frères, 1865, 77 p.
- Terrain tertiaire dans le Jura, Lons-le-Saunier : Gauthier frères, 1866, 78 p.
- Quelques fossiles nouveaux du Corallien du Jura, avec Edmond Guirand, dans Travaux de la Société d'Émulation du Jura, année 1865, pp. 369–394